# Classificació de la Copa del Món de futbol 2018-AFC
La fase de Classificació de la Copa del Món de futbol 2018 de la zona asiàtica fou organitzada i supervisada per la Confederació Asiàtica de Futbol. La zona asiàtica disposa de 4 places directes per la fase final, més una a disputar amb un representant de la CONCACAF. Les eliminatòries de l'AFC es desenvoluparen en quatre fases. Les 12 seleccions amb pitjor coeficient FIFA disputaran la primera fase d'on sortiran 6 seleccions. Aquestes 6 i les 34 següents en el ranking FIFA disputaran la segona fase en forma de 8 grups de 5 equips, classificant-se els primers de grup i els 4 millors segons. A la tercera fase hi haurà 12 seleccions repartides en 2 grups de 6. Els primers i segons de cada grup es classificaran directament per a la Copa del Món 2018 mentre que els tercers jugaran un play-off per a determinar quina selecció s'enfrontarà al representant nord-americà per a una altra plaça.

## Primera fase
| Partit | Equip 1        | Resultat global | Equip 2  | Resultat anada | Resultat tornada |
| ------ | -------------- | --------------- | -------- | -------------- | ---------------- |
| 1      | Índia          | 2:0             | Nepal    | 2:0            | 0:0              |
| 2      | Iemen          | 3:1             | Pakistan | 3:1            | 0:0              |
| 3      | Timor Oriental | 5:1             | Mongòlia | 4:1            | 1:0              |
| 4      | Cambodja       | 4:1             | Macau    | 3:0            | 1:1              |
| 5      | Taipei         | 2:1             | Brunei   | 0:1            | 2:0              |
| 6      | Sri Lanka      | 1:3             | Bhutan   | 0:1            | 1:2              |

## Segona fase (grups)

### Grup A
| Equip               | Pts | PJ | PG | PE | PP | GF | GC | DG  |
| ------------------- | --- | -- | -- | -- | -- | -- | -- | --- |
| Aràbia Saudita      | 20  | 8  | 6  | 2  | 0  | 28 | 4  | +24 |
| Emirats Àrabs Units | 17  | 8  | 5  | 2  | 1  | 25 | 4  | +21 |
| Palestina           | 12  | 8  | 3  | 3  | 2  | 22 | 6  | +16 |
| Malàisia            | 4   | 8  | 1  | 1  | 6  | 3  | 30 | -27 |
| Timor Oriental      | 2   | 8  | 0  | 2  | 6  | 2  | 36 | -34 |

### Grup B
| Equip       | Pts | PJ | PG | PE | PP | GF | GC | DG  |
| ----------- | --- | -- | -- | -- | -- | -- | -- | --- |
| Austràlia   | 21  | 8  | 7  | 0  | 1  | 29 | 4  | +25 |
| Jordània    | 16  | 8  | 5  | 1  | 2  | 21 | 7  | +14 |
| Kirguizstan | 14  | 8  | 4  | 2  | 2  | 10 | 8  | +2  |
| Tadjikistan | 5   | 8  | 1  | 2  | 5  | 9  | 20 | -11 |
| Bangladesh  | 1   | 8  | 0  | 1  | 7  | 2  | 32 | -30 |

### Grup C
| Equip     | Pts | PJ | PG | PE | PP | GF | GC | DG  |
| --------- | --- | -- | -- | -- | -- | -- | -- | --- |
| Qatar     | 21  | 8  | 7  | 0  | 1  | 29 | 4  | +25 |
| Xina      | 17  | 8  | 5  | 2  | 1  | 27 | 1  | +26 |
| Hong Kong | 14  | 8  | 4  | 2  | 2  | 13 | 5  | +8  |
| Maldives  | 6   | 8  | 2  | 0  | 6  | 8  | 20 | -12 |
| Bhutan    | 0   | 8  | 0  | 0  | 8  | 5  | 52 | -47 |

### Grup D
| Equip        | Pts | PJ | PG | PE | PP | GF | GC | DG  |
| ------------ | --- | -- | -- | -- | -- | -- | -- | --- |
| Iran         | 20  | 8  | 6  | 2  | 0  | 26 | 3  | +23 |
| Oman         | 14  | 8  | 4  | 2  | 2  | 11 | 7  | +4  |
| Turkmenistan | 13  | 8  | 4  | 1  | 3  | 10 | 11 | -1  |
| Guam         | 4   | 8  | 2  | 1  | 5  | 3  | 16 | -13 |
| Índia        | 3   | 8  | 1  | 0  | 7  | 5  | 18 | -13 |

### Grup E
| Equip      | Pts | PJ | PG | PE | PP | GF | GC | DG  |
| ---------- | --- | -- | -- | -- | -- | -- | -- | --- |
| Japó       | 22  | 8  | 7  | 1  | 0  | 27 | 0  | +27 |
| Síria      | 18  | 8  | 6  | 0  | 2  | 26 | 11 | +15 |
| Singapur   | 10  | 8  | 3  | 1  | 4  | 9  | 9  | +0  |
| Afganistan | 9   | 8  | 3  | 0  | 5  | 8  | 24 | -16 |
| Cambodja   | 0   | 8  | 0  | 0  | 8  | 1  | 27 | -26 |

### Grup F
| Equip                   | Pts | PJ | PG | PE | PP | GF | GC | DG  |
| ----------------------- | --- | -- | -- | -- | -- | -- | -- | --- |
| Tailàndia               | 14  | 6  | 4  | 2  | 0  | 14 | 6  | +8  |
| Iraq                    | 12  | 6  | 3  | 3  | 0  | 13 | 6  | +7  |
| Vietnam                 | 7   | 6  | 2  | 1  | 3  | 7  | 8  | -1  |
| Taipei                  | 0   | 6  | 0  | 0  | 6  | 5  | 19 | -14 |
| Indonèsia Desqualificat | 0   | 0  | 0  | 0  | 0  | 0  | 0  | 0   |

### Grup G
| Equip         | Pts | PJ | PG | PE | PP | GF | GC | DG  |
| ------------- | --- | -- | -- | -- | -- | -- | -- | --- |
| Corea del Sud | 24  | 8  | 8  | 0  | 0  | 27 | 0  | +27 |
| Líban         | 11  | 8  | 3  | 2  | 3  | 12 | 16 | +6  |
| Kuwait        | 10  | 8  | 3  | 1  | 4  | 12 | 10 | +2  |
| Myanmar       | 8   | 8  | 2  | 2  | 4  | 9  | 21 | -12 |
| Laos          | 4   | 8  | 1  | 1  | 6  | 6  | 29 | -23 |

### Grup H
| Equip          | Pts | PJ | PG | PE | PP | GF | GC | DG  |
| -------------- | --- | -- | -- | -- | -- | -- | -- | --- |
| Uzbekistan     | 21  | 8  | 7  | 0  | 1  | 20 | 7  | +13 |
| Corea del Nord | 18  | 8  | 5  | 1  | 2  | 14 | 8  | +6  |
| Filipines      | 10  | 8  | 3  | 1  | 4  | 8  | 12 | -4  |
| Bahrain        | 9   | 8  | 3  | 0  | 5  | 10 | 10 | +0  |
| Iemen          | 3   | 8  | 1  | 0  | 7  | 2  | 17 | -15 |

## Tercera fase (grups)

### Grup I
| Equip         | Pts | PJ | PG | PE | PP | GF | GC | DG |
| ------------- | --- | -- | -- | -- | -- | -- | -- | -- |
| Iran          | 22  | 10 | 6  | 4  | 0  | 10 | 2  | +8 |
| Corea del Sud | 15  | 10 | 4  | 3  | 3  | 11 | 10 | +1 |
| Síria         | 13  | 10 | 3  | 4  | 3  | 9  | 8  | +1 |
| Uzbekistan    | 13  | 10 | 4  | 1  | 5  | 6  | 7  | -1 |
| Xina          | 10  | 10 | 3  | 3  | 4  | 8  | 10 | -2 |
| Qatar         | 7   | 10 | 2  | 1  | 7  | 8  | 15 | -7 |

### Grup J
| Equip               | Pts | PJ | PG | PE | PP | GF | GC | DG  |
| ------------------- | --- | -- | -- | -- | -- | -- | -- | --- |
| Japó                | 20  | 10 | 6  | 2  | 2  | 17 | 7  | +10 |
| Aràbia Saudita      | 19  | 10 | 6  | 1  | 3  | 17 | 10 | +7  |
| Austràlia           | 19  | 10 | 5  | 4  | 1  | 16 | 11 | +5  |
| Emirats Àrabs Units | 13  | 10 | 4  | 1  | 5  | 10 | 13 | -3  |
| Iraq                | 11  | 10 | 3  | 2  | 5  | 11 | 12 | -1  |
| Tailàndia           | 2   | 10 | 0  | 2  | 8  | 6  | 24 | -18 |

## Quarta fase
| Equip 1 | Resultat global | Equip 2   | Resultat anada | Resultat tornada |
| ------- | --------------- | --------- | -------------- | ---------------- |
| Síria   | 1-2             | Austràlia | 1-1            | 1-2              |

## Repesca amb la CONCACAF
| Partit | Equip 1  | Resultat global | Equip 2   | Resultat anada | Resultat tornada |
| ------ | -------- | --------------- | --------- | -------------- | ---------------- |
| R      | Hondures | 1-3             | Austràlia | 0-0            | 1-3              |

## Equips classificats
| Equip          | Data de la qualificació | Aparicions anteriors                                     |
| -------------- | ----------------------- | -------------------------------------------------------- |
| Iran           | 12 juny 2017            | 4 (1978, 1998, 2006, 2014)                               |
| Japó           | 31 agost 2017           | 5 (1998, 2002, 2006, 2010, 2014)                         |
| Corea del Sud  | 5 setembre 2017         | 9 (1954, 1986, 1990, 1994, 1998, 2002, 2006, 2010, 2014) |
| Aràbia Saudita | 5 setembre 2017         | 4 (1994, 1998, 2002, 2006)                               |
| Austràlia      | 15 novembre 2017        | 4 (1974, 2006, 2010, 2014)                               |

¹ En cursiva organitzador en aquella edició